# الشرف (ظلمة العليا)

تعديل مصدري - تعديل

الشرف  هي إحدى حارات حي ظلمة العليا بمدينة ظلمة أحد مدن محافظة إب، بلغ تعداد سكانها 1187 نسمة حسب تعداد اليمن لعام 2004.